# La soledad (film, 2007)
Pour les articles homonymes, voir La Soledad.

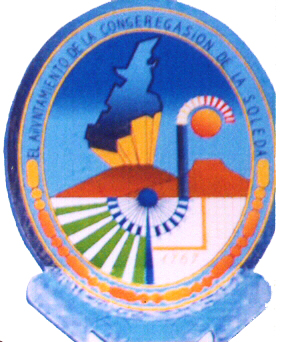
La soledad

La soledad est un film dramatique espagnol réalisé par Jaime Rosales, sorti le 1er juin 2007 en Espagne. 

## Synopsis
C'est le récit de la vie de deux femmes, deux mères espagnoles, Adela et Antonia, qui vivent leurs vies en solitaires. Elles sont pourtant entourées par des amis, une famille, mais indifférentes au monde qui les entourent. Adela vient vivre à Madrid et espère y refaire sa vie. Antonia est, elle, une mère à plein temps qui s'inquiète constamment pour ses filles.
L'une d'elles d'ailleurs veut de l'argent pour acheter un appartement. Adela, elle, va subir un choc bouleversant. Elle sera prise dans un attentat terroriste.

## Fiche technique
- Réalisation : Jaime Rosales
- Scénario : Jaime Rosales et Enric Rufas
- Production : Maria José Diez
- Montage : Nino Martínez
- Ingénieur du son : Eva Valiño
- Directeur de la photographie : Oscar Duran
- Date de sortie : 11 juin 2008 en France
- Durée : 133 minutes

## Distribution
- Petra Martínez : Antonia
- Sonia Almarcha : Adela
- Nuria Mencia : Nieves
- Miriam Correa : Ines
- María Bazán : Helena
- Carmen Gutiérrez : Miriam
- José Luis Torrijo : Pedro
- Jorge Bosch : Carlos

## Autour du film
- La Soledad a été présenté au Festival de Cannes 2007 dans la catégorie Un Certain Regard.
- Il a reçu, lors  de la cérémonie des Prix Goya 2008, les prix du meilleur film, du meilleur réalisateur et de la meilleure révélation masculine.